# Paciornica żurawinowa
Paciornica żurawinowa (Monilinia oxycocci (Woronin) Honey) – gatunek grzybów z rodziny twardnicowatych (Sclerotiniaceae).

## Systematyka i nazewnictwo
Pozycja w klasyfikacji według Index Fungorum: Monilinia, Sclerotiniaceae, Helotiales, Leotiomycetidae, Leotiomycetes, Pezizomycotina, Ascomycota, Fungi.
Po raz pierwszy opisał go w 1888 r. Michaił Stepanowicz Woronin, nadając mu nazwę Sclerotinia oxycoccii. Obecną, uznaną przez Index Fungorum nazwę, nadał mu Edwin Earle Honey w 1936 r.
Synonimy:
- Monilia oxycocci L.R. Batra 1991
- Sclerotinia oxycocci Woronin 1888
- Stromatinia oxycocci (Woronin) Boud. 1907[2].

Polska nazwa występuje w pracy M.A. Chmiel.

## Rozwój
Jest to grzyb pasożytniczy. Na zainfekowanych roślinach początkowo brak objawów. Zainfekowane owoce rozwijają się pozornie normalnie aż do późnego lata lub wczesnej jesieni, kiedy grzyb strzępki grzyba przerastają ściankę owoców i tworzą pod ich skórką sklerocja. Porażone owoce ulegają mumifikacji i jesienią opadają na zimę. Grzyb zimuje zimują w glebie i warstwie murawy lub ściółki. Wiosną z przezimowanych sklerocjów wyrastają owocniki typu apotecjum (miseczka). Powstające w nich zarodniki płciowe (askospory) infekują rozwijające się pędy. Na łodygach, szypułkach i ogonkach liściowych porażonych roślin tworzą się zarodniki bezpłciowe (konidia), które dokonują infekcji wtórnych porażając kwiaty, z których wyrastają zainfekowane owocee.

## Występowanie i siedlisko
Występuje w Ameryce Północnej, Europie i Azji. W literaturze naukowej na terenie Polski do 2006 r. podano 5 stanowisk, w tym 2 sprzed drugiej wojny światowej. Aktualne stanowiska podaje internetowy atlas grzybów. Znajduje się w nim na liście gatunków rzadkich, wartych objęcia ochroną.
Rozwija się na owocach żurawiny (Oxycoccus).